# 西野尻站

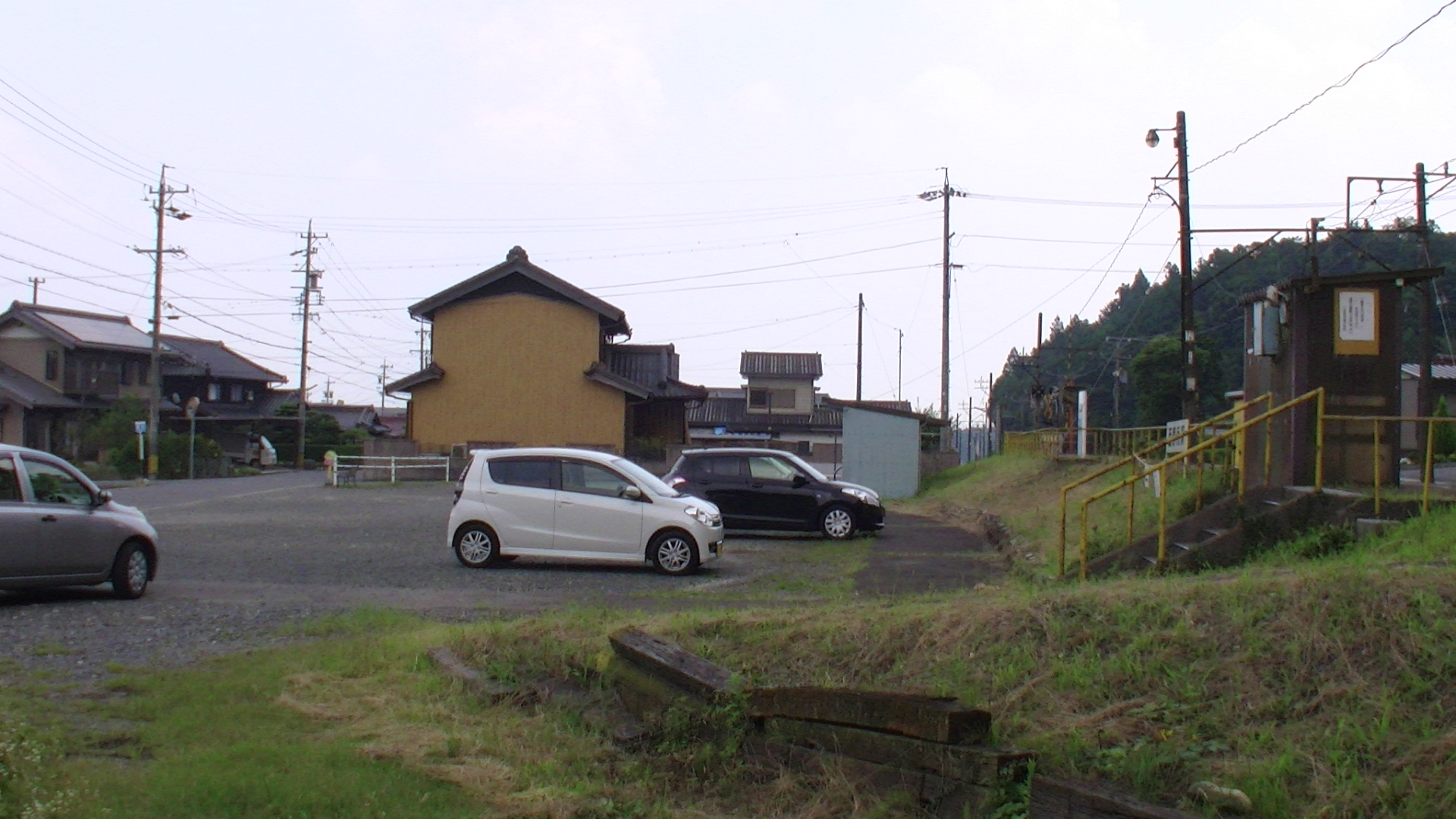
站前廣場

西野尻站（日语：／ Nishi-Nojiri eki */?）是位於三重縣員辨市藤原町西野尻，三岐鐵道的三岐線車站。

## 歷史
- 1931年（昭和6年）12月23日 - 車站啟用[1]。

## 車站構造
車站是一座地面車站，設有1面1線的單式月台。此站是三岐線內唯一無人車站。

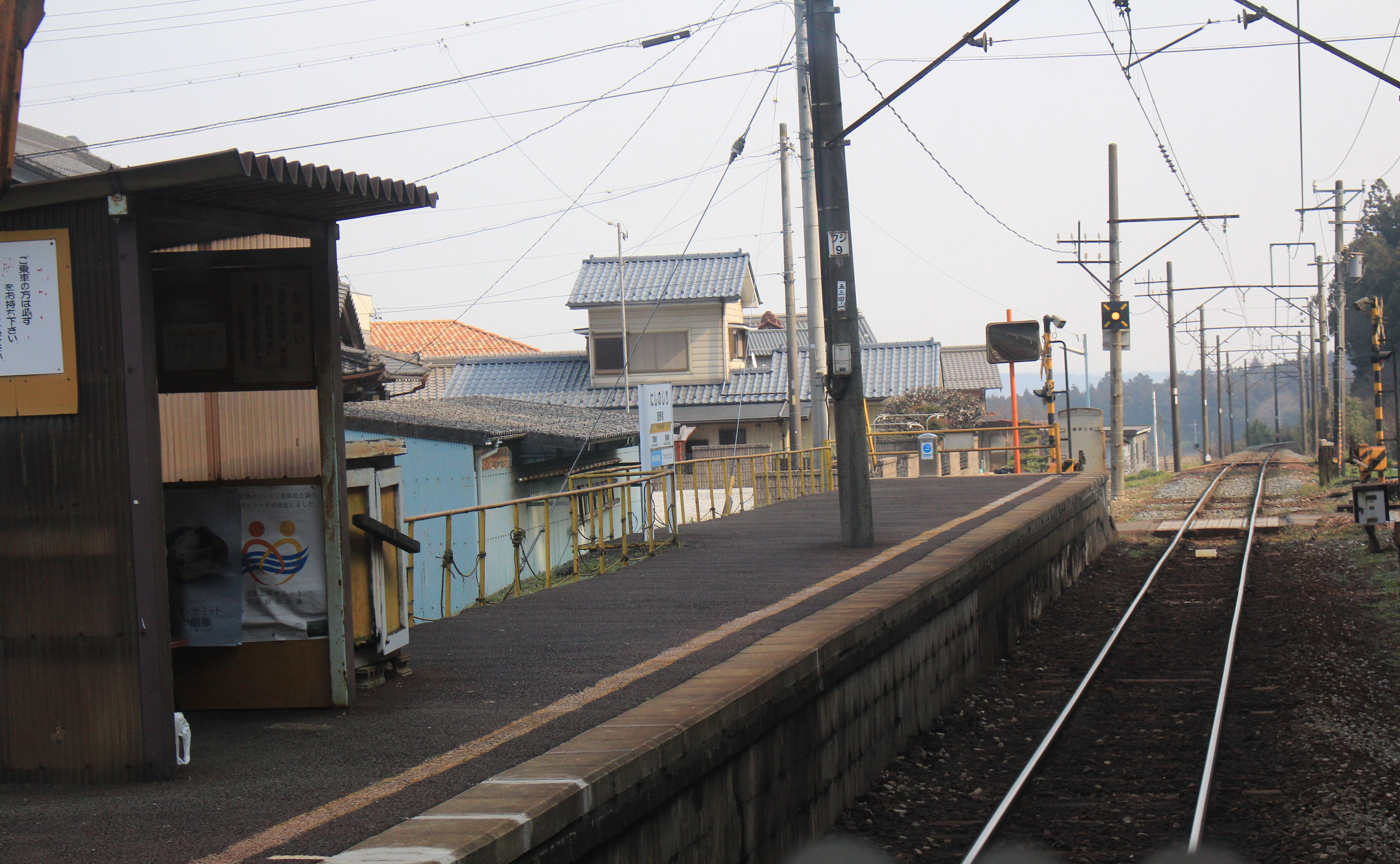
月台

## 利用狀況
根據「三重縣統計書」，以下為1日平均乘車人次。
| 年度   | 一日平均 乘車人次 |
| ------ | ----------------- |
| 1997年 | 21                |
| 1998年 | 23                |
| 1999年 | 21                |
| 2000年 | 20                |
| 2001年 | 24                |
| 2002年 | 26                |
| 2003年 | 40                |
| 2004年 | 45                |
| 2005年 | 45                |
| 2006年 | 35                |
| 2007年 | 34                |
| 2008年 | 35                |
| 2009年 | 33                |
| 2010年 | 34                |
| 2011年 | 28                |
| 2012年 | 23                |
| 2013年 | 23                |
| 2014年 | 18                |
| 2015年 | 20                |
| 2016年 | 22                |
| 2017年 | 19                |
| 2018年 | 15                |
| 2019年 | 15                |

## 巴士路線
- 西野尻站前
  - 員辨市社區巴士（員辨市福祉巴士（日语：いなべ市福祉バス））坂本線
    - 上坂本（※星期日及正月首三天暫停服務）
    - 阿下喜站（※星期日及正月首三天暫停服務）

## 相鄰車站
三岐鐵道
三岐線
東藤原－西野尻－西藤原

## 註腳
1. 1 2  曾根悟（監修）. 朝日新聞出版分冊百科編集部（編集） , 编. . 週刊朝日百科. 26号 長良川鉄道・明知鉄道・樽見鉄道・三岐鉄道・伊勢鉄道. 朝日新聞出版. 2011-09-18: 24 （日语）.
2. ↑  三重県統計書 （页面存档备份，存于）（日語） - 三重縣